# Équipe de Zambie féminine de hockey sur gazon
L'équipe de Zambie féminine de hockey sur gazon est la sélection nationale de la Zambie représentant le pays dans les compétitions internationales féminines de hockey sur gazon. 

## Palmarès

### Jeux olympiques
La Zambie n'a jamais participé à un tournoi féminin de hockey sur gazon des Jeux olympiques.

### Coupe du monde
La Zambie n'a jamais participé à la Coupe du monde.

### Coupe d'Afrique des nations
- 1990 : 5e
- 2017 : Forfait
- 2022 : 7e